# 디오메데
디오메데(고대 그리스어: Διομήδη)는 그리스 신화에 등장하는 여성이다. 이 이름을 가진 여성은 여럿 있다.
- 크수토스의 딸
- 아킬레우스의 포로
- 트로이에서 싸운 팔라스의 아내이자 에우리알로스의 어머니